# روبرت د. يونغ
روبرت د. يونغ (بالإنجليزية: Robert D. Young)‏ هو سياسي أمريكي، ولد في 7 مارس 1934 في بلدة سبولدينغ في الولايات المتحدة، وتوفي في 4 أكتوبر 2013. حزبياً، نشط في الحزب الجمهوري. وقد انتخب عضو مجلس ولاية ميشيغان.